# 스기타 카오루
스기타 카오루(Kaoru Sugita, 1964년 11월 27일 ~ )는 일본의 가수, 배우, 아역 배우, 탤런트, 일본의 성우이다.
신주쿠구에서 태어났다.

## 방송
- 푸른 바다 ~LONG SUMMER~
- 해머 세션!
- 에디슨의 어머니
- 불신할 때
- 너스 아오이

## 영화
- 바케츠토 보쿠! (2017년)
- 망고 앤 더 레드 휠체어 (2014년) - 마리아 역
- 푸른 바다 ~LONG SUMMER~ (2014년)
- '다시 꼭 만나자'라고 누군가 말했다. (2013년) - 타나카 마사미 역
- 쿠로사기 (2008년)
- 불신할 때 (2006년)
- 오오쿠 (2006년)
- 다정한 시간 (2005년)
- 스탠드 업!! (2003년)
- 호숫가 살인사건 (2003년)
- 데드 오어 얼라이브 - 범죄자 (1999년) - 미시즈 조지마 역
- 낭인가 (1990년)
- 남자는 괴로워 32 - 토라, 스님이 되다 (1983년)
- 청춘의 문 (1981년)
- 3학년 B반 킨파치 선생님 (1979년)